# Horst Eichhorn
Horst Eichhorn (* 21. November 1927 in Jena; † 20. September 2020 in Staufenberg) war ein deutscher Agrarwissenschaftler.

## Leben
Nach einer Landwirtschaftslehre studierte Eichhorn Landwirtschaft an der Universität Jena und der TH München (1953 Diplom, 1958 Promotion). Nach einigen Jahren beruflichen Wirkens beim Kuratorium für Technik in der Landwirtschaft in Stuttgart und München nahm er 1962 seine wissenschaftliche Tätigkeit an der Technischen Hochschule München auf, wo er sich 1965 habilitierte und im gleichen Jahr zum Privatdozenten ernannt wurde. Er folgte 1971 dem Ruf an die Universität Gießen (Emeritierung 1993).

## Schriften (Auswahl)
- Erntehofdrusch und elektrische Energieversorgung. 1958, OCLC 720468287.
- Arbeitswirtschaft Technik und Gebäude bei der Planung neuer Stallformen für Milchvieh. Dargestellt am Beispiel Strohsparender Boxenlaufstalle. Frankfurt am Main 1965, OCLC 878454001.
- Der Mähdrusch. Technik und Arbeitsverfahren einschließlich Strohbergung. Stuttgart 1968, OCLC 13212321.
- mit Josef Boxberger und Hermann Seufert: Stallmist – fest und flüssig. Entmisten, Lagern, Ausbringen. Düsseldorf 1994, ISBN 3-7640-0324-3.